# Io sono il Capataz
Io sono il Capataz è un film del 1951 diretto da Giorgio Simonelli.

## Trama
Il giovane Uguccione viene scambiato per Rascelito Villa detto "C6", un pericoloso rivoluzionario, e quindi immediatamente spedito nel Parazuela dove si mette a capo delle truppe insurrezionaliste.

## Distribuzione
Il film venne distribuito nel 1951 e ridistribuito nel 1958 col titolo Ritorna il Capataz.